# Tông Lạnh
Tông Lạnh là một xã thuộc huyện Thuận Châu, tỉnh Sơn La, Việt Nam.
Xã Tông Lạnh có diện tích 14,44 km², dân số năm 1999 là 7852 người, mật độ dân số đạt 544 người/km².